# Nguyễn Kim Cách
Nguyễn Kim Cách (sinh năm 1956) là một sĩ quan cao cấp của Quân đội nhân dân Việt Nam, hàm Trung tướng, nguyên Chủ nhiệm Chính trị, Phó Chính ủy Quân chủng Phòng không – Không quân, Phó chủ nhiệm Ủy ban Kiểm tra Quân ủy Trung ương.

## Cuộc đời
Nguyễn Kim Cách sinh năm 1956 tại thôn Phong Triều, xã Nam Phong, huyện Phú Xuyên, tỉnh Hà Tây. Ông nhập ngũ năm 1973 và tham gia trường Dự bị bay Bạch Mai. Đến năm 1984 thì ông được cử đi đào tạo lái máy bay chiến đấu ở Liên Xô. Sau khi tốt nghiệp về nước, ông đảm nhiệm vị trí Chủ nhiệm Dẫn đường Trung đoàn 937, lúc này ông mang quân hàm Thiếu tá. Trong giai đoạn này ông lần lượt trải qua các vị trí Phi đội trưởng, Trung đoàn phó quân sự trong Trung đoàn bay, tiếp đó chuyển sang làm cán bộ chính trị Trung đoàn rồi Sư đoàn và sau đó lên Phó Chủ nhiệm rồi Chủ nhiệm Chính trị của Quân chủng Phòng không – Không quân. Năm 2009, ông được thăng hàm Thiếu tướng và bổ nhiệm làm Phó Chính ủy Quân chủng Phòng không - Không quân. Đến năm 2015, ông được thăng hàm Trung tướng và bổ nhiệm làm Phó Chủ nhiệm Ủy ban Kiểm tra Quân ủy Trung ương.

## Sự việc liên quan
Cuối tháng 10 năm 2011, Nguyễn Kim Cách đại diện cho Quân chủng Phòng không – Không quân đã ký hợp đồng đầu tư dự án khu gia đình quân nhân với Công ty Cổ phần Đầu tư CTK. Nội dung hợp đồng nêu rõ, Quân chủng Phòng không – Không quân sẽ bàn giao cho công ty CTK 63.000 m2 đất gần Sân bay quốc tế Đà Nẵng vốn do Sư đoàn 372 quản lý, và hỗ trợ công ty này các thủ tục cần thiết để chuyển từ đất quốc phòng sang đất nhà ở theo các văn bản được ký bởi Thượng tướng Phương Minh Hòa. Sau khi dự án hoàn thành, Sư đoàn 372 của Quân chủng Phòng không – Không quân sẽ được quyền sử dụng 272 lô đất để phân bán cho cán bộ quân nhân.
Tuy nhiên đến năm 2018, các lô đất trong khu vực này bị rao bán tràn lan, cư dân phần lớn đều không phải các gia đình quân nhân như kế hoạch. Ngoài ra, những số tiền liên quan đến dự án này cũng gây nhiều tranh cãi cho người dân Đà Nẵng. Sau khi qua điều tra và làm rõ, Ủy ban Kiểm tra Trung ương đã cho ra kết luận Thượng tướng Phương Minh Hòa trong thời gian giữ cương vị Tư lệnh Quân chủng Quân chủng Phòng không – Không quân có sai phạm khi trực tiếp ký một số văn bản sử dụng đất quốc phòng vào mục đích kinh tế; liên doanh, liên kết không đúng quy định.

## Lịch sử thụ phong quân hàm
| Quân hàm |             |             |  |  |  |  |  |  |  |  |  |
| Cấp bậc  | Thiếu tướng | Trung tướng |  |  |  |  |  |  |  |  |  |
|          |             |             |  |  |  |  |  |  |  |  |  |